# KiCad
KiCad é um programa computacional de código aberto para projeto eletrônico assistido por computador (inglês: electronics computer-aided design - ECAD), com o objetivo de facilitar a concepção de layouts e suas conversões para placas de circuito impresso (PCB). Possui ferramentas para elaboração de estrutura de produtos, arte final e visualizações 3D da PCB e seus componentes.

## Organização
O software é organizado em cinco partes principais:
- KiCad - Gerenciador de projeto.
- Eeschema - Editor de layout.
- Cvpcb - Seletor de componentes usados diretamente na placa de circuito impresso.
- Pcbnew - Gerador de leiaute de PCB com suporte para visualização 3D
- Gerbview - Visualizador de documentos Gerber (fotoplotagem).

## Recursos
KiCad utiliza um ambiente integrado para todos os estágios do processo de design: Criação esquemática, layout da PCB, geração e visualização de arquivos Gerber e edição da biblioteca de componentes.
O programa é multiplataforma e utiliza WxWidgets, estando disponível em FreeBSD, Linux, Microsoft Windows e Mac OS X. Há muitas bibliotecas de componentes disponíveis, além do usuário poder criar sua própria biblioteca personalizada. Também há uma ferramenta para a importação de componentes de outros programas, como o Eagle.
Múltiplas linguagens são suportadas, como a inglesa, portuguesa (tradução parcial), catalã, tcheca, alemã, espanhola, finlandesa, francesa, húngara, italiana, coreana, neerlandesa, polonesa, russa, eslovena, e chinesa.
O visualizador 3D foi implementado através do subdivisor de superfícies do Wings 3D.